# Patrick Hetzel
Patrick Hetzel (ur. 2 lipca 1964 w Phalsbourgu) – francuski polityk, nauczyciel akademicki i urzędnik państwowy, deputowany, w 2024 minister szkolnictwa wyższego i badań naukowych.

## Życiorys
Absolwent szkoły zarządzania w Strasburgu, a także nauk o zarządzaniu na Université Jean-Moulin-Lyon-III. Doktoryzował się na tej uczelni w tej samej dziedzinie. Uzyskał uprawnienia zawodowe w zakresie nauczania (agrégation). Z zawodu nauczyciel akademicki. Był m.in. kierownikiem katedry w instytucie IHEDN. Został też profesorem nauk o zarządzaniu na Université Paris-Panthéon-Assas. Był dyrektorem uczelnianego laboratorium badawczego LARGEPA oraz studiów magisterskich z zarządzania. Pełnił funkcję redaktora naczelnego czasopisma „Décisions Marketing”.
W latach 2005–2007 zarządzał Académie de Limoges, jednym z francuskich okręgów oświatowych. W 2007 został doradcą premiera François Fillona do spraw szkolnictwa wyższego i nauki. Następnie w latach 2008–2012 pełnił funkcję dyrektora generalnego ds. szkolnictwa wyższego i integracji zawodowej w resorcie szkolnictwa wyższego i badań naukowych. Działacz Unii na rzecz Ruchu Ludowego i następnie Republikanów. W 2012 po raz pierwszy uzyskał mandat posła do Zgromadzenia Narodowego w departamencie Dolny Ren. Z powodzeniem ubiegał się o reelekcję w wyborach w 2017, 2022 i 2024.
We wrześniu 2024 dołączył do rządu Michela Barniera, obejmując w nim stanowisko ministra szkolnictwa wyższego i badań naukowych. Zakończył urzędowanie wraz z całym gabinetem w grudniu tego samego roku.

## Odznaczenia
- Kawaler Legii Honorowej (2010)[4]
- Kawaler Orderu Narodowego Zasługi (2006)[5]